# Římskokatolická farnost Volary
Římskokatolická farnost Volary je územním společenstvím římských katolíků v rámci prachatického vikariátu Českobudějovické diecéze. Je také centrem většího farního obvodu, z něhož jsou spravovány farnosti Lažiště a Zbytiny.

## O farnosti

### Historie
Plebánie je ve Volarech zmiňovaná k roku 1373, další zprávy o farnosti jsou až z roku 1627 či 1628, kdy zde byla obnovená katolická farnost, ale nejstarší dochované matriky jsou až z roku 1658. Tehdejší území farnosti zahrnovalo Dolní a Horní Sněžnou, Koryto, Křišťanov, Spálenec, Stögrovu Huť, Sviňovice, Vyšné a Zbytiny. Farním kostelem byl pozdně gotický kostel z roku 1496, který ale přestal kapacitně dostačovat. Proto byl na jeho místě v letech 1689–1690 vybudovaný kostel nový, později po požárech ještě několikrát stavebně upravovaný. Roku 1903 byla volarská farnost povýšena na děkanství. V letech 1940–1945 byla farnost nuceně spravována z Pasovské diecéze. Po druhé světové válce byla navrácena Českobudějovické diecézi.

### Současnost
Farnost má sídelního duchovního správce. Od 1. ledna 2020 je nástupnickou farností Cudrovic, Českých Žlebů, Pěkné a Želnavy.

#### Volarští duchovní správci
Přehled známých duchovních správců od roku 1658:
- od 1658 P. Ferdinand Ernest Garzi, O.Cist., z rakouského cisterciáckého optaství Lilienfeld[12][13]
- 1688 P. Georg Adalb. Ignat. Bržesky (Bržeski)[13]
- 1706 P. Adam Frideric. Guttwürth (Guttwurth, Guttwirth)[13]
- od 1712 či 1716 P. Anton Paul Tilpe[13]
- od 1720 P. Paul Beringer
- od 1724 P. Venc. Michael Ernest Ballaussek[13]
- 1748–1764 P. Karel Josef Palentin (Pallentin, rozený Karel Josef Valentin, * 1715 České Budějovice † 1. června 1787 Netolice), později děkan v Netolicích[14]
- 1770–1772 P. Augustin Fortin
- po 1772 P. Johannes Kiesewetter
- 1786–1798 P. Mathias Irsigler († 29. listopadu 1798 Volary)
- 1799–1804 P. Augustin Demel, ve Volarech jako kaplan již od roku 1787
- březen 1805–1813 P. Josef Pupeter († 22. března 1842 Vimperk), později vimperský děkan, školní dozorce, vikář prachatického vikariátu a biskupský konzistorní rada
- 1813–1827 P. Franz Riegger (* 26. září 1776 Bližší Lhota † 29. ledna 1855), později děkan v Rychnůvku, biskupský konzistorní rada a okresní vikář
- 1827–1838 P. Karel Holzmeister († 9. srpna 1838 Volary)
- 1839–1861 P. Jiří Winzig († 24. května 1861 Volary), osobní děkan a biskupský notář
- 1862–1867 P. Antonín Hattasch (* 12. června 1805 Týn nad Vltavou † 3. března 1867 Volary)
- 1867–1876 P. František Jany (* 28. července 1823 Český Krumlov † 24. června 1898 Slavkov), odešel do Slavkova, během jeho působení byly Volary v roce 1871 povýšeny na město, které ten samý rok navštívil třináctiletý korunní princ Rudolf Habsburský se svým vychovatelem, hrabětem Josefem Latour von Thurmburg
- 1876–1908 P. Václav Semler († 5. června 1909 Volary), prvoděkan, během jeho působení byla ve Volarech roku 1898 zřízená dívčí škola, na níž farář a kaplani vyučovali náboženství
- 1909–1934 P. Václav Schuster, po mrtvici, kterou utrpěl během nedělní mše svaté 10. prosince 1933, v dubnu 1934 rezignoval
- 1935–1946 P. František Heidler (* 13. srpna 1892 Loutka † 24. června 1960 Berg)
- 1946–1950 R. D. František Procházka (* 24. března 1919 Třebíč † 7. ledna 2007 Nicov), administrátor, zde 4. listopadu 1950 zatčen a následně devět let vězněn, ke kněžské službě se vrátil v roce 1968 na farnosti Plánice a posledních pět let v Nicově v plzeňské diecézi[15]
- 1950–1951 R. D. Jaroslav Hošna (* 17. dubna 1920 † 18. září 1970), administrátor
- 1951–1952 R. D. ThDr. František Pernegr († 11. září 1997), administrátor, souběžně farář v Písku (1938–1954)
- 1952–1955 R. D. Imrich Solnica (* 21. září 1911 † 25. března 2005), administrátor
- 1955–1961 R. D. Václav Kaše (* 2. října 1920 Mrákov),[16] administrátor
- 1961–1970 R. D. Antonín Vobr, administrátor, později administrátor farnosti Netolice (1970–1993)
- 1970–1971 R. D. Karel Hrdina, administrátor
- 1971–2007 A. R. D. František Honsa (* 31. března 1922 Libice † 21. července 2007), děkan
- 2007–2013 R. D. Jindřich Hybler (* 1936 † 31. prosince 2018), administrátor
- 2013–2014 R. D. Petr Hovorka, (excurrendo z Prachatic)
- 2014–2016 R. D. Josef Sláčík, (excurrendo z Prachatic, od 21. 11. 2015 administrator in spiritualibus)
- 21. 11. 2015 – 25. 6. 2016 jáhen Karel Falář, administrator in materialibus
- od 25. 6. 2016  R. D. Karel Falář, administrátor[17]

| Fotografie | Kostel                               | Místo       | Bohoslužba                               | Bohoslužba                               | Poznámka                                              |
| ---------- | ------------------------------------ | ----------- | ---------------------------------------- | ---------------------------------------- | ----------------------------------------------------- |
|            | Kostel Korunování Panny Marie        | Cudrovice   | poutní mše u kříže 1× v sudém roce       | poutní mše u kříže 1× v sudém roce       | zbořený farní kostel zaniklé farnosti Cudrovice       |
|            | Kostel svaté Anny                    | České Žleby | 1× ročně poutní                          | 1× ročně poutní                          | zbořený farní kostel zaniklé farnosti České Žleby     |
|            | Kaple                                | Dobrá       | příležitostně                            | příležitostně                            | obecní kaple                                          |
|            | Kaple svaté Terezie od Dítěte Ježíše | Chlum       | příležitostně                            | příležitostně                            | kaple                                                 |
|            | Rosenauerova kaplička                | Jelení      | 1× ročně poutní                          | 1× ročně poutní                          | kaple ve správě NP Šumava                             |
|            | Kaple svatého Josefa                 | Krejčovice  | neslouží se                              | neslouží se                              | kaple                                                 |
|            | Kaple Panny Marie                    | Mlynářovice | poutní mše 1× v lichém roce              | poutní mše 1× v lichém roce              | kaple                                                 |
|            | Kostel svaté Anny                    | Pěkná       | 1x ročně, poutní                         | 1x ročně, poutní                         | filiální kostel, bývalý farní kostel farnosti Pěkná   |
|            | Kaple svatého Jana Křtitele          | Pernek      | příležitostně                            | příležitostně                            | kaple                                                 |
|            | Kaple Panny Marie                    | Stožec      | 1× ročně poutní, jinak příležitostně     | 1× ročně poutní, jinak příležitostně     | poutní obecní kaple                                   |
|            | Kostel svaté Kateřiny                | Volary      | neděle pátek                             | 8.00 18.00                               | farní kostel                                          |
|            | Kaple svatého Floriána               | Volary      | neslouží se                              | neslouží se                              | hřbitovní kaple                                       |
|            | Kostel svatého Jakuba Staršího       | Želnava     | příležitostně (Vánoce, Velikonoce, pouť) | příležitostně (Vánoce, Velikonoce, pouť) | filiální kostel, bývalý farní kostel farnosti Želnava |